# Arvid de Kleijn
Arvid de Kleijn   (Herveld, 21 de març de 1994) és un ciclista neerlandès, professional des del 2015. Des del 2023 corre a l'equip Tudor Pro Cycling Team. La primera victòria com a professional l'aconseguí a la París-Tours sub-23 del 2016. L'1 d'octubre 2020 l'equip Rally Cycling anuncià la seva arribada per a la temporada del 2021, on seria el primer ciclista europeu en córrer tota la temporada. L'octubre de 2021 guanyà la Ruta Adélie de Vitré i el març del 2023 la Milà-Torí.

## Palmarès
- 2016
  - 1r a la París-Tours sub-23
- 2017
  - 1r a la Fletxa del port d'Anvers
  - 1r al Premi Nacional de Clausura
  - Vencedor d'una etapa al Tour de Loir i Cher
- 2019
  - 1r a la Midden-Brabant Poort Omloop
  - 1r a la Druivenkoers Overijse
  - Vencedor d'una etapa al Tour de Normandia
  - Vencedor d'una etapa al Tour de Loir i Cher
  - Vencedor d'una etapa a la Cursa de Solidarność i els Atletes Olímpics
  - Vencedor d'una etapa a la Kreiz Breizh Elites
- 2021
  - 1r a la Ruta Adélie de Vitré
  - Vencedor d'una etapa a la Volta a Turquia
- 2022
  - Vencedor d'una etapa als Quatre dies de Dunkerque
- 2023
  - 1r a la Milà-Torí
  - Vencedor d'una etapa als Boucles de la Mayenne
  - Vencedor d'una etapa al ZLM Tour
  - Vencedor d'una etapa a la Volta a Alemanya
  - Vencedor de 2 etapes al Tour de Langkawi
- 2024
  - 1r al Gran Premi de Fourmies
  - 1r al Gran Premi d'Isbergues
  - Vencedor d'una etapa a la París-Niça
  - Vencedor de 2 etapes al Tour de Langkawi